# Ministère de l'Éducation (Québec)
Pour les autres articles nationaux ou selon les autres juridictions, voir Ministère de l'Éducation.
« MELS » redirige ici. Pour les autres significations, voir Mels (homonymie).
Le ministère de l'Éducation (MEQ) est un ministère québécois faisant partie du gouvernement du Québec. Il est responsable d'assurer, sur le territoire québécois, des milieux de vie propices à la réussite éducatives et à la pratique régulière d'activités physiques, sportives, de loisir et de plein air, des milieux de vie inclusifs, sains et respectueux de la diversité des personnes, de leurs besoins et de leurs conditions.
Originellement créé en 1964 en tant que ministère de l'Éducation, celui-ci a, au fil du temps, intégré ou non les responsabilités relatives à l'enseignement supérieur. En 2015, il est reconstitué en vertu du décret numéro 142-2015 sous le nom de ministère de l'Éducation, de l'Enseignement supérieur et de la Recherche (MEESR), et ce, par la fusion du ministère de l'Éducation, du Loisir et du Sport (MELS) et du ministère de l'Enseignement supérieur, de la Recherche et de la Science (MESRS). Entre 2016 et 2020, il prend le nom de ministère de l'Éducation et de l'Enseignement supérieur, en vertu du décret numéro 28-2016. En juin 2020, le ministère de l'Enseignement supérieur retrouve son autonomie et le ministère prend le nom de ministère de l'Éducation, en vertu du décret numéro 653-2020.

## Histoire

### XIXesiècle

#### Le manque d’accessibilité à l’éducation chez les francophones
Au XIXe siècle, le système d’éducation du Bas-Canada fait face à de nombreux obstacles. En effet, aux yeux du gouvernement de l’époque, l’éducation est bien secondaire. Pour les autorités, l’éducation vise d’abord à former de bons catholiques, à lutter contre les problèmes de criminalité, de pauvreté et le vagabondage. Graduellement, à la suite des soulèvements armés qui sévissent sur son territoire, le gouvernement du Bas-Canada revoit son opinion de l’éducation. Ceux-ci ont donc envisagés de miser sur l’éducation afin de former une nouvelle génération de citoyens plus instruite et tolérante. Or, le gouvernement constate rapidement l’état pitoyable de son réseau d’éducation. À cet égard, le peu d’écoles francophones que l’on retrouve sur le territoire est sous la responsabilité de divers organismes religieux, de sorte que le contenu éducatif est très inégal parmi les différentes écoles du territoire. De plus, les maîtres d’école de l’époque s’avèrent souvent incompétents. Enfin, ce ne sont pas toutes les familles qui sont enclines à envoyer leurs enfants à l’école avec assiduité. La société du Bas-Canada au XIXe siècle est très catholique et rurale. La ruralité est au cœur même du mode de vie des habitants du Bas-Canada. Par conséquent, certaines familles canadiennes-françaises préfèrent envoyer leurs enfants à l’école seulement lorsqu’ils n’auront pas besoin de main-d’œuvre pour exercer les tâches familiales.

#### L'adoption de la loi sur l'Instruction publique
Après le rapport Durham, le gouvernement royal de 1838 charge le politicien a tendance réformiste Arthur William Buller de mener une enquête sur l’éducation dans le Bas-Canada. Celui-ci ira de plusieurs suggestions, afin de tenter de remodeler le système d’éducation du Bas-Canada. Pour commencer, Buller proposera la création d’écoles communes, c’est-à-dire la fusion des systèmes d’éducation francophones et anglophones. Cette mesure vise à placer l’école au-dessus de la politique, de la langue et de la religion. Le politicien recommande également de lier les écoles à leurs institutions municipales. Pour financer son nouveau système scolaire, celui-ci proposera un financement hybride, c’est-à-dire la séparation de la facture entre le gouvernement et les municipalités. Buller ira même jusqu’à proposer la vente des biens du clergé catholique pour financer les dépenses liées à l’éducation. Pour le clergé catholique, la vente de leurs biens ainsi que la confessionnalité des écoles, s’avère être un point sensible. De son côté, la population redoute les visées assimilatrices de cette réforme en plus d’être hostile à l’apparition d’une nouvelle forme de taxe. Après de nombreux débats entre les autorités, cette loi controversée finira par être adoptée, mais pas sans de nombreuses modifications. Or, malgré les nombreuses controverses, la Loi sur les écoles communes fut adoptée le 18 septembre 1841. L’adoption de cette loi marque une tentative de l’État à s’impliquer directement dans le domaine de l’éducation. La population va continuer d’exprimer ses réticences à l’égard de cette loi, notamment en faisant élire des commissaires scolaires parfois incompétents, mais qui promettent de ne pas les taxer davantage.
Malgré la controverse et les protestations, le Surintendant de l’Éducation Jean Baptiste Meilleur finira par trouver la Loi sur les écoles communes insuffisante. Il décide donc de répondre aux vœux du clergé et de la rehausser en 1846. Dans sa nouvelle mouture, la loi vient entre autres augmenter les cotisations à prélever pour soutenir les écoles et créer un bureau d’examinateur, selon les croyances religieuses des instituteurs (catholiques et protestants). De plus, la nouvelle loi prévoit la création des commissions scolaires confessionnelles et stipule que le curé ou l’intendant peuvent s’immiscer dans le processus de sélection des maîtres. Déjà réfractaire à sa version précédente, la modification de cette loi crée de véritables soulèvements que l’on appellera «la guerre des Éteignoirs ». Afin de remédier à la révolte populaire qui sévit sur son territoire, le gouvernement de l’époque adoptera en 1851 la Loi des inspecteurs d’écoles. Celle-ci vise à doter l’intendant à l’éducation d’un assistant temporaire, qui devra se déplacer dans toutes les écoles de la province pour rencontrer les maîtres d’école et inspecter les comptes des commissaires d’école. Une fois les inspections terminées, le gouvernement forme un comité spécial afin de faire un bilan sur l’éducation au Bas-Canada. Les conclusions du comité sont claires : la compétence des maîtres doit être rehaussée ainsi que la formation livrée aux étudiants. Pourtant, l’Intendant à l’éducation Jean-Baptiste Meilleur, s’obstine à boycotter ces conclusions et il est forcé de démissionner. Pierre-Joseph-Olivier Chauveau se voit donc nommé Intendant à l’éducation.
À l’inverse de son prédécesseur, Chauveau va s’empresser de donner suite aux recommandations du Comité Sicotte. Ainsi, en 1856, une série de lois concernant les conditions de travail des maîtres ainsi que le financement des écoles, seront adoptées. Sous le règne de Chauveau, on assiste à la création des premières écoles laïques francophones, au grand désarroi de plusieurs clercs. Chauveau va également entreprendre la création d’un Conseil de l’Instruction publique en 1859. Celui-ci aura comme mandat d’élaborer tous les aspects du fonctionnement des écoles « normales » et communes, en plus de créer un registre des diplômés pour les maîtres d’école. La rigueur et le bon travail de Chauveau en tant qu’Inspecteur à l’éducation seront remarqués par divers politiciens qui lui offriront le poste de premier ministre lors de la fondation de la nouvelle province de Québec, en 1867.

#### La Confédération, l’Éducation aux provinces et la création du ministère de l’instruction publique
À la fondation du Canada en 1867, l’article 93 de la Constitution octroie l’exclusivité de l’Éducation aux provinces. Chauveau va fonder et prendre la responsabilité du nouveau ministère de l’Instruction publique. Pour lui, l’éducation ne doit pas être administrée par les clercs, mais bien par la province. Les clercs ne se montrent pas particulièrement enthousiastes à l’égard des nouvelles mesures «anticléricales» de Chauveau. Ce nouveau ministère a pour fonction d’administrer le budget destiné à l’éducation, mais également d’encourager les arts, promouvoir la littérature, la science, les bibliothèques, l’éducation aux adultes, s’occuper de la diplomation, en plus de devoir approuver les règlements soumis par le Conseil de l’Instruction publique. Cependant, malgré plusieurs réformes, de nombreux problèmes persistent dans le domaine de l’éducation. Parmi eux, on y retrouve encore une fois l’incompétence des maîtres et la dévalorisation de la profession de maître d’école. Malgré plusieurs mesures mises en place pour rehausser la qualité des maîtres, plusieurs municipalités décident d’économiser, en engageant de jeunes femmes non qualifiées pour s’occuper de l’école de la paroisse.

#### La victoire du clergé
Le conservateur Charles-Eugène Boucher de Boucherville est porté au pouvoir de la province de Québec en 1875. Très rapidement, celui-ci entreprend des réformes dans le domaine de l’éducation. Pour lui, l’éducation ne doit pas être administrée par la province, mais bien être prise en charge par l’Église. Après avoir consulté les évêques de la province de Québec, Boucher de Boucherville va décider de supprimer le ministère de l’Instruction publique et de rétablir le poste du Surintendant à l’éducation. Il va également inviter les clercs de plusieurs diocèses à siéger sur le Conseil de l’Instruction publique. Enfin, le nouveau premier ministre va rompre le principe des écoles communes en accordant une grande indépendance aux directions d’écoles protestantes. Sous Boucher de Boucherville, l’éducation laïque perd tous ces acquis. En 1875, le clergé a retrouvé son emprise sur l’éducation des Québécois et cela marque la fin de l’évolution des structures scolaire au Québec, jusqu’aux réformes de 1960.

### 1940
À partir des années 1940, un vent de renouveau semble vouloir souffler sur l’éducation au Québec. En effet, la classe politique québécoise semble désirer une meilleure éducation pour sa population. Dans la société de l’époque, les études postsecondaires étaient seulement accessibles aux gens dotés de grande fortune ou voulant devenir prêtres. De plus, le système d’éducation québécois était morcelé et mal administré parmi les nombreuses entités dirigeantes. En ce sens, le gouvernement d’Adélard Godbout, qui était premier ministre du Québec en 1936 et de 1939 à 1944, adopte une loi sur la fréquentation scolaire obligatoire, en 1943. Cette mesure vise à augmenter le niveau d’éducation de la population de la province de Québec. À cette époque, une majorité d’élèves quittait rapidement l’école pour aller travailler sur les terres familiales ou dans des usines. Alors cette loi est une première mesure pour encourager les jeunes à rester plus longtemps à l’école. De plus, elle s’est faite main dans la main de l’État avec les instances religieuses, puisque le Cardinal Villeneuve participe à la mise en place et l’adoption de cette loi. Malheureusement, cette mesure du gouvernement d’Adélard Godbout ne sera pas concluante et n’aura pas les effets escomptés. Ainsi, moins de la moitié des élèves terminaient leur 7e année et moins de 2 % parvenaient à atteindre la 12e année. Donc, un grand nombre d’enfants en âge de fréquenter l’école ne la fréquentaient pas ou décrochaient durant leur parcours, malgré la mesure mise en place par le gouvernement libéral d’Adélard Godbout. Une grande partie de la population ne reçoit pas l’éducation nécessaire pour obtenir des postes importants dans les entreprises.

### 1946
Le Ministère du Bien-être social et de la Jeunesse est créé sous le gouvernement de Maurice Duplessis II en tant que département (ministère) du Bien-être social et de la Jeunesse, le 17 avril 1946. Le premier titulaire est Paul Sauvé, assermenté le 18 septembre 1946. Il occupera ce poste pendant plus que douze ans, soit jusqu'au 15 janvier 1959, jour où ce ministère est scindé en deux ministères distincts. Après cette date, le nom du ministère change de nombreuses fois.

### Révolution tranquille
Dans les années 1960, de nouvelles mesures sont adoptées pour bonifier le système d’éducation au Québec. Marquée par la Révolution tranquille porteuse de nombreuses réformes sociales, la décennie 1960 souffle un vent de changement dans le système d’éducation du Québec. Dès le premier mandat de Jean Lesage, premier ministre du Québec de 1960 à 1966, la gratuité scolaire est déjà un sujet de discussion dans le parti libéral. Cette gratuité sera possible grâce à une taxe de 2 % qui était remise aux municipalités et aux commissions scolaires. Elle est mise en place en 1964, sauf pour le niveau universitaire.
En 1961, la commission Parent va marquer un changement au niveau de la gestion de l’éducation. Cette commission, dirigée par monseigneur Parent, présente de nombreuses recommandations visant à améliorer l’accès à l’éducation pour les Québécois francophone . La première recommandation faite par cette commission est d’implanter un ministère de l’Éducation. Ce ministère de l’Éducation, qui aura Paul Gérin-Lajoie comme premier ministre, viendra remplacer l’Instruction publique et le ministère de la Jeunesse, en place depuis le XIXe siècle. Cette volonté de créer ce ministère est née de la nécessité perçue de favoriser une séparation entre le politique et les instances religieuses. Les membres du clergé catholique et certaines églises protestantes n’ont pas été en accord avec ce processus, ce qui a obligé le gouvernement de Jean Lesage à retarder la mise en place ce ministère, pour en arriver un terrain d’entente pour satisfaire toutes les parties en cause. En effet, l’éducation était prise en charge par les différents membres des communautés religieuses. Alors, celles-ci, entre autres monseigneur Roy, ne voulaient pas concéder cette partie importante de la société, en plus de perdre une grande influence auprès de la population. Afin d’amener la sympathie, en plus d’expliquer l’importance d’une éducation rigoureuse au public et de démontrer le caractère essentiel de ce ministère, monsieur Gérin-Lajoie parcourra les différentes régions du Québec pour présenter les bienfaits de ce ministère de l’Éducation.
Le ministère de l’Éducation, finalement, sera créé en 1964 et de nombreuses lois seront votées et appliquées, importantes pour la future éducation des enfants et des adolescents du Québec. Ainsi le « Bill 81 » vient imposer à toutes les commissions scolaires de la province d’offrir obligatoirement les études secondaires, jusqu’à la onzième année. L’obligation d’aller à l’école est de nouveau en vigueur avec une surveillance accrue, due à une loi produite par un ministère. Aussi il y a le « Bill 82 » qui rend l’école obligatoire pour toutes personnes âgées de 15 ans et moins, en plus de garantir la gratuité scolaire, autant pour les manuels utilisés dans les classes que pour la fréquentation des écoles publiques. Finalement, le « Bill 82 » annonce qu’une partie des financements de l’école privée serait faite à l’aide des fonds publics.
De plus, à cette époque, le ministère de l’Éducation s’occupe également de créer et d’administrer les instances d’éducation supérieure, c'est-à-dire, les autres secteurs que ceux du primaire et du secondaire. En effet, toujours dans le but de faire une séparation nette entre les institutions religieuses et l’éducation, des collèges classiques sont transformés en collèges d'enseignement général et professionnel (CÉGEP). Cette passation des collèges classiques vers les CÉGEPS s'appelle l’opération 55. Grâce à cette opération, on assiste à la création des universités par l’État. Ainsi, les différentes universités du Québec voient le jour grâce au travail du nouveau ministère de l’Éducation. Dès lors, l’État québécois possédait maintenant une éducation supérieure laïque, exempte de toutes influences religieuses, qui se déroulait sur son territoire. Cela a fait en sorte d'alléger la tâche et les responsabilités du ministère de l’Éducation. René Lévesque, premier ministre de 1976 à 1985, déplacera la responsabilité de la gestion des CÉGEPS, des universités et de l’aide financière vers le ministère de l’Éducation supérieure. De ce fait, le ministère de l’Éducation conserve la responsabilité des niveaux d’éducation primaire et secondaire.

### Années 1980 à aujourd'hui
Le 20 décembre 1984, les responsabilités liées à l'enseignement post-secondaire sont confiés par décret à Yves Bérubé, qui obtient le titre de ministre de l'Enseignement supérieur, de la Science et de la Technologie. Par le même décret le ministère de la Science et de la Technologie, qui existait depuis le 17 août 1983 prend alors le nom de ministère de l'Enseignement supérieur, de la Science et de la Technologie (MESST). Le changement est inscrit dans la loi constitutive du ministère le 15 juillet 1985 qui précise également que le ministère de l'Éducation est chargé de l'« éducation préscolaire et de l'enseignement primaire et secondaire ».

#### MELS (2005-2015)
Le 18 février 2005, en vertu du décret numéro 120-2005, le ministre et le ministère de l'Éducation prennent les noms de ministre et ministère de l'Éducation, du Loisir et du Sport (MELS) en récupérant les fonctions liées aux Loisirs et aux Sports auparavant dévolues au ministère des Affaires municipales.
En septembre 2012, en vertu du décret numéro 878-2012, le ministère est à nouveau scindé afin de créer le ministère de l'Enseignement supérieur, de la Recherche, de la Science et de la Technologie, et ce, jusqu'en février 2015.
Lors des scissions du ministère, le ministre du nouveau ministère créé était souvent le même que celui de l'Éducation.

#### Depuis 2015
Des rumeurs de remaniement ministériel circulent en juin 2020 et la possibilité de scinder à nouveau les deux pans du ministère (Éducation et Enseignement supérieur) est envisagée par le premier ministre, d'autant que la Loi sur le ministère de l’Enseignement supérieur, de la Recherche, de la Science et de la Technologie n'a toujours pas été abrogée. Cette option est confirmée lors du remaniement du 22 juin 2020 lorsque le ministre Jean-François Roberge devient ministre de l'Éducation et la jusqu'alors ministre de la Santé et des Services sociaux Danielle McCann devient ministre de l'Enseignement supérieur,.

## Liste des ministres[25]
| Titulaire Parti                                                         | Titulaire Parti                        | Début                   | Fin                     | Cabinet        |
| ----------------------------------------------------------------------- | -------------------------------------- | ----------------------- | ----------------------- | -------------- |
| Ministre de l'Éducation                                                 | Ministre de l'Éducation                | Ministre de l'Éducation | Ministre de l'Éducation | Lesage         |
|                                                                         | Paul Gérin-Lajoie Libéral              | 13 mai 1964             | 16 juin 1966            | Lesage         |
|                                                                         | Jean-Jacques Bertrand Union nationale  | 16 juin 1966            | 31 octobre 1967         | Johnson (père) |
|                                                                         | Jean-Guy Cardinal Union nationale      | 31 octobre 1967         | 26 septembre 1968       | Johnson (père) |
| 26 septembre 1968                                                       | Jean-Guy Cardinal Union nationale      | 12 mai 1970             | Bertrand                |                |
|                                                                         | Guy Saint-Pierre Libéral               | 12 mai 1970             | 2 février 1972          | Bourassa (1)   |
|                                                                         | François Cloutier Libéral              | 2 février 1972          | 31 juillet 1975         | Bourassa (1)   |
|                                                                         | Jérôme Choquette Libéral               | 31 juillet 1975         | 26 septembre 1975       | Bourassa (1)   |
|                                                                         | Raymond Garneau Libéral                | 26 septembre 1975       | 20 janvier 1976         | Bourassa (1)   |
|                                                                         | Jean Bienvenue Libéral                 | 20 janvier 1976         | 26 novembre 1976        | Bourassa (1)   |
|                                                                         | Jacques-Yvan Morin Parti québécois     | 26 novembre 1976        | 6 novembre 1980         | Lévesque       |
|                                                                         | Camille Laurin Parti québécois         | 6 novembre 1980         | 5 mars 1984             | Lévesque       |
|                                                                         | Yves Bérubé Parti québécois            | 5 mars 1984             | 20 décembre 1984        | Lévesque       |
|                                                                         | François Gendron Parti québécois       | 20 décembre 1984        | 3 octobre 1985          | Lévesque       |
| 3 octobre 1985                                                          | François Gendron Parti québécois       | 12 décembre 1985        | P.M. Johnson            |                |
|                                                                         | Claude Ryan Libéral                    | 12 décembre 1985        | 5 octobre 1990          | Bourassa (2)   |
|                                                                         | Michel Pagé Libéral                    | 5 octobre 1990          | 29 octobre 1992         | Bourassa (2)   |
|                                                                         | Lucienne Robillard Libéral             | 3 novembre 1992         | 2 décembre 1993         | Bourassa (2)   |
| Ministre de l'Éducation et de la Science                                |                                        |                         |                         | Bourassa (2)   |
|                                                                         | Lucienne Robillard Libéral             | 2 décembre 1993         | 11 janvier 1994         | Bourassa (2)   |
| Ministre de l'Éducation                                                 | Ministre de l'Éducation                | Ministre de l'Éducation | Ministre de l'Éducation | Johnson (fils) |
|                                                                         | Jacques Chagnon Libéral                | 11 janvier 1994         | 25 septembre 1994       | Johnson (fils) |
|                                                                         | Jean Garon Parti québécois             | 25 septembre 1994       | 28 janvier 1996         | Parizeau       |
|                                                                         | Pauline Marois Parti québécois         | 28 janvier 1996         | 15 décembre 1998        | Bouchard       |
|                                                                         | François Legault, Parti québécois      | 15 décembre 1998        | 8 mars 2001             | Bouchard       |
| 8 mars 2001                                                             | François Legault, Parti québécois      | 30 janvier 2002         | Landry                  |                |
|                                                                         | Sylvain Simard Parti québécois         | 30 janvier 2002         | Landry                  | 29 avril 2003  |
|                                                                         | Pierre Reid Libéral                    | 29 avril 2003           | 18 février 2005         | Charest        |
| Ministre de l'Éducation, du Loisir et du Sport                          |                                        |                         |                         | Charest        |
|                                                                         | Jean-Marc Fournier Libéral             | 18 février 2005         | 18 avril 2007           | Charest        |
|                                                                         | Michelle Courchesne Libéral            | 18 avril 2007           | 11 août 2010            | Charest        |
|                                                                         | Line Beauchamp Libéral                 | 11 août 2010            | 14 mai 2012             | Charest        |
|                                                                         | Michelle Courchesne Libéral            | 14 mai 2012             | 19 septembre 2012       | Charest        |
|                                                                         | Marie Malavoy Parti québécois          | 19 septembre 2012       | 23 avril 2014           | Marois         |
|                                                                         | Yves Bolduc Libéral                    | 23 avril 2014           | 26 février 2015         | Couillard      |
| Ministre de l'Éducation, de l'Enseignement supérieur et de la Recherche |                                        |                         |                         | Couillard      |
|                                                                         | François Blais Libéral                 | 26 février 2015         | 28 janvier 2016         | Couillard      |
| Ministre de l'Éducation et de l'Enseignement supérieur                  |                                        |                         |                         | Couillard      |
|                                                                         | Pierre Moreau Libéral                  | 28 janvier 2016         | 22 février 2016         | Couillard      |
|                                                                         | Sébastien Proulx Libéral               | 22 février 2016         | 18 octobre 2018         | Couillard      |
|                                                                         | Jean-François Roberge Coalition avenir | 18 octobre 2018         | 22 juin 2020            | Legault        |
| Ministre de l'Éducation                                                 |                                        |                         |                         | Legault        |
|                                                                         | Jean-François Roberge Coalition avenir | 22 juin 2020            | 20 octobre 2022         | Legault        |
|                                                                         | Bernard Drainville Coalition avenir    | 20 octobre 2022         | En fonction             | Legault        |

### Ministres délégués et responsables
| Titulaire Intitulé | Titulaire Intitulé                                | Parti            | Début           | Fin             | Cabinet |
| ------------------ | ------------------------------------------------- | ---------------- | --------------- | --------------- | ------- |
|                    | Isabelle Charest, Ministre déléguée à l'Éducation | Coalition avenir | 17 octobre 2018 | 22 octobre 2022 | Legault |

#### Volet Loisirs et sports
| Titulaire Intitulé                                                                 | Titulaire Intitulé                                                                               | Parti                                                                              | Début                                                                             | Fin                                                                               | Cabinet        |
| ---------------------------------------------------------------------------------- | ------------------------------------------------------------------------------------------------ | ---------------------------------------------------------------------------------- | --------------------------------------------------------------------------------- | --------------------------------------------------------------------------------- | -------------- |
| Dissolution du Ministère du Loisir, de la Chasse et de la Pêche (11 janvier 1994)  | Dissolution du Ministère du Loisir, de la Chasse et de la Pêche (11 janvier 1994)                | Dissolution du Ministère du Loisir, de la Chasse et de la Pêche (11 janvier 1994)  | Dissolution du Ministère du Loisir, de la Chasse et de la Pêche (11 janvier 1994) | Dissolution du Ministère du Loisir, de la Chasse et de la Pêche (11 janvier 1994) | Johnson (fils) |
|                                                                                    | Claude Ryan Ministre des Affaires municipales                                                    | Libéral                                                                            | 11 janvier 1994                                                                   | 26 septembre 1994                                                                 | Johnson (fils) |
|                                                                                    | Guy Chevrette Ministre des Affaires municipales                                                  | Parti québécois                                                                    | 26 septembre 1994                                                                 | 26 janvier 1996                                                                   | Parizeau       |
|                                                                                    | Rémy Trudel Ministre des Affaires municipales                                                    | Parti québécois                                                                    | 26 janvier 1996                                                                   | 15 décembre 1998                                                                  | Bouchard       |
|                                                                                    | François Legault Ministre d'État à l'Éducation et à la Jeunesse                                  | Parti québécois                                                                    | 15 décembre 1998                                                                  | 10 novembre 1999                                                                  | Bouchard       |
|                                                                                    | Gilles Baril Ministre délégué à la Santé, aux Services sociaux et à la Protection de la jeunesse | Parti québécois                                                                    | 10 novembre 1999                                                                  | 8 mars 2001                                                                       | Bouchard       |
|                                                                                    | Gilles Baril Ministre responsable du Loisir et du Sport                                          | Parti québécois                                                                    | 8 mars 2001                                                                       | 14 novembre 2001                                                                  | Landry         |
|                                                                                    | Richard Legendre Ministre responsable de la Jeunesse, du Tourisme, du Loisir et du Sport         | Parti québécois                                                                    | 14 novembre 2001                                                                  | 29 avril 2003                                                                     | Landry         |
| Fonctions assumées par le ministre des Affaires municipales, du Sport et du Loisir | Fonctions assumées par le ministre des Affaires municipales, du Sport et du Loisir               | Fonctions assumées par le ministre des Affaires municipales, du Sport et du Loisir | 29 avril 2003                                                                     | 18 février 2005                                                                   | Charest        |
| Fonctions assumées par le ministre de l’Éducation, du Loisir et du Sport           | Fonctions assumées par le ministre de l’Éducation, du Loisir et du Sport                         | Fonctions assumées par le ministre de l’Éducation, du Loisir et du Sport           | 18 février 2005                                                                   | 20 septembre 2012                                                                 | Charest        |
| Fonctions assumées par le ministre de l’Éducation, du Loisir et du Sport           | Fonctions assumées par le ministre de l’Éducation, du Loisir et du Sport                         | Fonctions assumées par le ministre de l’Éducation, du Loisir et du Sport           | 20 septembre 2012                                                                 | 24 avril 2014                                                                     | Marois         |
| Fonctions assumées par le ministre de l’Éducation, du Loisir et du Sport           | Fonctions assumées par le ministre de l’Éducation, du Loisir et du Sport                         | Fonctions assumées par le ministre de l’Éducation, du Loisir et du Sport           | 24 avril 2014                                                                     | 27 février 2015                                                                   | Couillard      |
|                                                                                    | François Blais Ministre responsable du Loisir et du Sport                                        | Libéral                                                                            | 27 février 2015                                                                   | 28 janvier 2016                                                                   | Couillard      |
|                                                                                    | Luc Fortin Ministre délégué au Loisir et au Sport                                                | Libéral                                                                            | 28 janvier 2016                                                                   | 22 février 2016                                                                   | Couillard      |
| Fonctions assumées par le ministre de l’Éducation, du Loisir et du Sport           | Fonctions assumées par le ministre de l’Éducation, du Loisir et du Sport                         | Fonctions assumées par le ministre de l’Éducation, du Loisir et du Sport           | 22 février 2016                                                                   | 17 octobre 2018                                                                   | Couillard      |
|                                                                                    | Isabelle Charest Ministre déléguée à l'Éducation                                                 | Coalition avenir                                                                   | 17 octobre 2018                                                                   | 22 octobre 2022                                                                   | Legault        |
|                                                                                    | Isabelle Charest Ministre responsable du Sport, du Loisir et du Plein air                        | Coalition avenir                                                                   | 22 octobre 2022                                                                   | En fonction                                                                       | Legault        |

## Réseau scolaire
Le réseau scolaire public, relevant du ministère de l'Éducation, est décentralisé dans 60 centres de services scolaires francophones et un centre de services scolaire à statut particulier (bilingue).
Chaque centre offre des services à 5 districts dans le territoire de les suivantes anciens commissions scolaires approximativement.

### Structures autochtones
Deux commissions scolaires à statut particulier (Commission scolaire Kativik et Commission scolaire crie) sont autogérés par les communautés des Autochtones conventionnées, soit la Nation Crie et les Inuit. La troisième nation conventionnée onsite aux Naskapis et leur école est actuellement gérée par le Conseil en Éducation naskapi, et ce, avec le soutien administratif de la Commission scolaire Central Québec.
Par ailleurs, le Conseil en éducation des Premières Nations constitue une organisation qui sert à défendre et promouvoir les intérêts des nations autochtones québécoises en matière d'éducation. Le CEPN offre donc du soutien pédagogique aux communautés autochtones non conventionnées qui en sont membres. L'Institut Tshakapesh fournit également du soutien pédagogique rt culturel aux communautés innus, ce qui est la Nation avec la plus grande population autochtone au Québec.
Finalement, en milieu urbain, c'est souvent les Centres d'amitié autochtone qui offre des diverses formes de soutien, incluant de nature pédagogique, parfois seront de lien entre les milieux scolaires et les Autochtones ou leurs communautés d'affiliation.

### Réseau anglophone
Neuf commissions scolaires anglophones (Association des commissions scolaires anglophones du Québec) sont autogérés pour les anglophones.